# Az AFC Ajax 2023–2024-es szezonja
A 2023-2024-es szezon az AFC Ajax csapatának 124. szezonja és a 68. szezonja az Eredivisie-ben, a holland labdarúgás legmagasabb osztályában. Az amszterdami csapat még mindig az elejétől kezdve jelen van az első osztályban. 
Az AFC Ajax csapata idén is minden hazai mérkőzésén a stadionjában, a Johan Cruijff Arenaban lép pályára.
A szezon kezdete előtt távozott a csapatkapitány, Dušan Tadić. A játékos és a csapat közös megegyezéssel szerződést bontottak, így ingyen váltott csapatot. A csapatnál töltött 5 éve alatt 241 mérkőzésen lépett pályára, lőtt 105 gólt és 112 gólpasszt adott.

## Csapat

### Csapatmezek
- A harmadik mezen gyémántokra utaló jelek találhatóak, amik azon játékosokra utalnak akik a csapat akadémiájáról kerültek ki és sztárok lettek.

Gyártó: Adidas /
Mezszponzor: Ziggo
| Hazai | Vendég | Harmadikszámú |

### Játékoskeret
Utolsó változtatás: 2023. szeptember 27.
Íme az Ajax játékoskerete a szezonban. Ezen a listán a csapat azon játékosai szerepelnek akik legalább 1 tétmérkőzésen pályára léptek. Akik csupán a barátságos mérkőzéseken jutottak szerephez, ők nem szerepelnek a listán. Ilyenek leginkább azok akik már a szezon első tétmérkőzése előtt eligazoltak, vagy azok a fiatalok akik a szezon közben még a fiatalcsapatokban játszottak.
A játékosok nevei után a szezonban lejátszott tétmérkőzések és a szerzett gólok számai szerepelnek.
| Mez           | Ország    | Név                        | Pozíció   | Bajnokság | Bajnokság | Kupa     | Kupa    | Nemzetközi | Nemzetközi | ÖSSZESEN | ÖSSZESEN | Szerződés vége        | Szezon  |         |         |         |         |         |         |
| Mez           | Ország    | Név                        | Pozíció   | Mérkőzés  | Gólok     | Mérkőzés | Gólok   | Mérkőzés   | Gólok      | Mérkőzés | Gólok    | Szerződés vége        | Szezon  |         |         |         |         |         |         |
| KAPUSOK       | KAPUSOK   | KAPUSOK                    | KAPUSOK   | KAPUSOK   | KAPUSOK   | KAPUSOK  | KAPUSOK | KAPUSOK    | KAPUSOK    | KAPUSOK  | KAPUSOK  | KAPUSOK               | KAPUSOK | KAPUSOK | KAPUSOK | KAPUSOK | KAPUSOK | KAPUSOK | KAPUSOK |
| ------------- | --------- | -------------------------- | --------- | --------- | --------- | -------- | ------- | ---------- | ---------- | -------- | -------- | --------------------- | ------- | ------- | ------- | ------- | ------- | ------- | ------- |
| 1             | argentína | Gerónimo Rulli             | K         | 1         | 0         | 0        | 0       | 0          | 0          | 1        | 0        | 2026                  | 2.      |         |         |         |         |         |         |
| 12            | holland   | Jay Gorter                 | K         | 5         | 0         | 0        | 0       | 3          | 0          | 8        | 0        | 2025                  | 2.      |         |         |         |         |         |         |
| 22            | holland   | Remko Pasveer              | K         | 0         | 0         | 0        | 0       | 0          | 0          | 0        | 0        | 2024                  | 3.      |         |         |         |         |         |         |
| 40            | német     | Diant Ramaj                | K         | 0         | 0         | 0        | 0       | 0          | 0          | 0        | 0        | 2028                  | 1.      |         |         |         |         |         |         |
| VÉDŐK         |           |                            |           |           |           |          |         |            |            |          |          |                       |         |         |         |         |         |         |         |
| 2             | holland   | Devyne Rensch              | JH / BH   | 5         | 0         | 0        | 0       | 2          | 0          | 7        | 0        | 2025                  | 4.      |         |         |         |         |         |         |
| 3             | dán       | Anton Gaaei                | JH        | 3         | 0         | 0        | 0       | 1          | 0          | 4        | 0        | 2028                  | 1.      |         |         |         |         |         |         |
| 4             | holland   | Jorrel Hato                | KH / BH   | 5         | 0         | 0        | 0       | 3          | 0          | 8        | 0        | 2025                  | 2.      |         |         |         |         |         |         |
| 17            | holland   | Anass Salah-Eddine         | BH        | 3         | 0         | 0        | 0       | 2          | 0          | 5        | 0        | 2025                  | 2.      |         |         |         |         |         |         |
| 18            | horvát    | Jakov Medič                | KH        | 2         | 1         | 0        | 0       | 3          | 0          | 5        | 1        | 2028                  | 1.      |         |         |         |         |         |         |
| 25            | horvát    | Borna Sosa                 | BH        | 2         | 0         | 0        | 0       | 1          | 0          | 3        | 0        | 2028                  | 1.      |         |         |         |         |         |         |
| 30            | argentin  | Gastón Ávila               | BH        | 2         | 0         | 0        | 0       | 1          | 0          | 3        | 0        | 2028                  | 1.      |         |         |         |         |         |         |
| 37            | horvát    | Josip Šutalo               | KH        | 3         | 0         | 0        | 0       | 1          | 0          | 4        | 0        | 2028                  | 1.      |         |         |         |         |         |         |
| 43            | holland   | Olivier Aertssen           | KH        | 0         | 0         | 0        | 0       | 0          | 0          | 0        | 0        | 2025                  | 2.      |         |         |         |         |         |         |
|               | hollandia | Owen Wijndal               | BH        | 2         | 0         | 0        | 0       | 2          | 0          | 4        | 0        | Nyáron kölcsönbe ment | 2.      |         |         |         |         |         |         |
| KÖZÉPPÁLYÁSOK |           |                            |           |           |           |          |         |            |            |          |          |                       |         |         |         |         |         |         |         |
| 8             | holland   | Kenneth Taylor             | VKP       | 5         | 0         | 0        | 0       | 3          | 1          | 8        | 1        | 2027                  | 4.      |         |         |         |         |         |         |
| 16            | norvég    | Sivert Mannsverk           | VKP       | 1         | 0         | 0        | 0       | 0          | 0          | 1        | 0        | 2028                  | 1.      |         |         |         |         |         |         |
| 21            | holland   | Branco van den Boomen      | VKP       | 5         | 0         | 0        | 0       | 3          | 0          | 8        | 0        | 2027                  | 1.      |         |         |         |         |         |         |
| 23            | holland   | Steven Berghuis            | TKP / SZT | 2         | 0         | 0        | 0       | 3          | 1          | 5        | 1        | 2025                  | 3.      |         |         |         |         |         |         |
| 24            | holland   | Silvano Vos                | VKP       | 1         | 0         | 0        | 0       | 1          | 0          | 2        | 0        | 2024                  | 2.      |         |         |         |         |         |         |
| 33            | bosnyák   | Benjamin Tahirović         | TKP / VKP | 4         | 0         | 0        | 0       | 3          | 0          | 7        | 0        | 2028                  | 1.      |         |         |         |         |         |         |
| 38            | izland    | Kristian Hlynsson          | TKP       | 2         | 0         | 0        | 0       | 0          | 0          | 2        | 0        | 2024                  | 2.      |         |         |         |         |         |         |
|               | ghána     | Mohammed Kudus             | TKP / SZT | 2         | 1         | 0        | 0       | 1          | 3          | 3        | 4        | Nyáron eligazolt      | 4.      |         |         |         |         |         |         |
|               | holland   | Davy Klaassen              | TKP       | 2         | 1         | 0        | 0       | 2          | 0          | 4        | 1        | Nyáron eligazolt      | 10.     |         |         |         |         |         |         |
| TÁMADÓK       |           |                            |           |           |           |          |         |            |            |          |          |                       |         |         |         |         |         |         |         |
| 7             | holland   | Steven Bergwijn            | SZT       | 3         | 2         | 0        | 0       | 3          | 0          | 6        | 2        | 2027                  | 2.      |         |         |         |         |         |         |
| 9             | holland   | Brian Brobbey              | KCS       | 5         | 2         | 0        | 0       | 3          | 1          | 8        | 3        | 2027                  | 4.      |         |         |         |         |         |         |
| 10            | angol     | Chuba Akpom                | KCS       | 3         | 0         | 0        | 0       | 1          | 0          | 4        | 0        | 2028                  | 1.      |         |         |         |         |         |         |
| 11            | portugál  | Carlos Forbs Borges        | SZT       | 5         | 0         | 0        | 0       | 3          | 1          | 8        | 1        | 2028                  | 1.      |         |         |         |         |         |         |
| 19            | grúzia    | Georges Mikautadze         | KCS       | 2         | 0         | 0        | 0       | 0          | 0          | 2        | 0        | 2028                  | 1.      |         |         |         |         |         |         |
| 27            | holland   | Amourricho van Axel Dongen | SZT       | 1         | 0         | 0        | 0       | 0          | 0          | 1        | 0        | 2027                  | 2.      |         |         |         |         |         |         |
| 39            | belga     | Mika Godts                 | SZT / TKP | 1         | 0         | 0        | 0       | 2          | 0          | 3        | 0        | 2027                  | 2.      |         |         |         |         |         |         |

### Vezetők
| Poszt            | Személy                |
| ---------------- | ---------------------- |
| Csapat elnöke    | Frank Eijken           |
| Vezetőedző       | Maurice Steijn         |
| Segédedzők       | Hedwiges Maduro        |
| Segédedzők       | Said Bakkati           |
| Edzői stáb tagja | Richard Witschge       |
| Kapusedző        | Anton Scheutjens       |
| Erőnléti edző    | Alessandro Schoenmaker |

## Érkezők és távozók

### Érkezők
Íme azon új játékosok listája akiket az Ajax még a nyáron vagy már télen szerződtetett le vagy vett kölcsönbe.
Az árak euróban vannak és bónuszmentesek.
| LEIGAZOLT JÁTÉKOSOK   | LEIGAZOLT JÁTÉKOSOK | LEIGAZOLT JÁTÉKOSOK | LEIGAZOLT JÁTÉKOSOK | LEIGAZOLT JÁTÉKOSOK |
| Játékos neve          | Pozíció             | Dátum               | Előző klub          | Összeg              |
| --------------------- | ------------------- | ------------------- | ------------------- | ------------------- |
| Branco van den Boomen | középpályás         | 2023. június        | Toulouse FC         | ingyen              |
| Benjamin Tahirović    | középpályás         | 2023. június        | AS Roma             | 7,5 millió          |
| Diant Ramaj           | kapus               | 2023. augusztus     | Eintracht Frankfurt | 4 millió *          |
| Carlos Forbs Borges   | támadó              | 2023. augusztus     | Manchester City     | 14 millió *         |
| Jakov Medić           | védő                | 2023. augusztus     | FC St. Pauli        | 3 millió            |
| Chuba Akpom           | támadó              | 2023. augusztus     | Middlesbrough FC    | 12,3 millió *       |
| Anton Gaaei           | védő                | 2023. augusztus     | Viborg FF           | 4,5 millió *        |
| Josip Šutalo          | védő                | 2023. augusztus     | GNK Dinamo Zagreb   | 20,5 millió *       |
| Gastón Ávila          | védő                | 2023. augusztus     | Royal Antwerp FC    | 12,5 millió *       |
| Georges Mikautadze    | támadó              | 2023. augusztus     | FC Metz             | 16 millió *         |
| Sivert Mannsverk      | középpályás         | 2023. augusztus     | Molde FK            | 6 millió *          |
| Borna Sosa            | hátvéd              | 2023. augusztus     | VfB Stuttgart       | 8 millió            |
| ÖSSZESEN:             | ÖSSZESEN:           | ÖSSZESEN:           | ÖSSZESEN:           | 108,3 millió €      |

| KÖLCSÖNBE ÉRKEZETT JÁTÉKOSOK | KÖLCSÖNBE ÉRKEZETT JÁTÉKOSOK | KÖLCSÖNBE ÉRKEZETT JÁTÉKOSOK | KÖLCSÖNBE ÉRKEZETT JÁTÉKOSOK | KÖLCSÖNBE ÉRKEZETT JÁTÉKOSOK |
| Játékos neve                 | Pozíció                      | Eredeti klub                 | Kölcsönidőszak vége          |                              |
| ---------------------------- | ---------------------------- | ---------------------------- | ---------------------------- | ---------------------------- |
|                              |                              |                              |                              |                              |

* Ramaj vételi ára bizonyos feltételek teljesítése után még 4 milliós bónusszal növekedhet
* Borges vételi ára bizonyos feltételek teljesítése után még 5 milliós bónusszal növekedhet
* Akpom vételi ára bizonyos feltételek teljesítése után még 2 milliós bónusszal növekedhet
* Gaaei vételi ára bizonyos feltételek teljesítése után még 1 milliós bónusszal növekedhet
* Šutalo vételi ára bizonyos feltételek teljesítése után még 3 milliós bónusszal növekedhet
* Ávila vételi ára bizonyos feltételek teljesítése után még 1,9 milliós bónusszal növekedhet
* Mikautadze vételi ára bizonyos feltételek teljesítése után még 3 milliós bónusszal növekedhet
* Mannsverk vételi ára bizonyos feltételek teljesítése után még 2,5 milliós bónusszal növekedhet

### Távozók
Íme a csapat azon játékosai, akik legnagyobb részben már szerepeltek az elsőcsapatban, de a nyáron vagy télen más csapathoz igazoltak. Valamint azok a játékosok, akiket kölcsönadtak más csapatoknak. A kölcsönbe ment játékosok közül általában mindenki a szezon végéig marad a másik csapatban.
Az árak euróban vannak és bónuszmentesek.
| ELIGAZOLT JÁTÉKOSOK | ELIGAZOLT JÁTÉKOSOK | ELIGAZOLT JÁTÉKOSOK | ELIGAZOLT JÁTÉKOSOK | ELIGAZOLT JÁTÉKOSOK |
| Játékos neve        | Pozíció             | Dátum               | Következő klub      | Összeg              |
| ------------------- | ------------------- | ------------------- | ------------------- | ------------------- |
| Sontje Hansen       | támadó              | 2023 május          | NEC Nijmegen        | ismeretlen          |
| Youri Reeger        | hátvéd              | 2023 június         | FC Twente           | 900 ezer            |
| Florian Grillitsch  | középpályás         | 2023 június         | TSG 1899 Hoffenheim | ingyen              |
| Calvin Bassey       | védő                | 2023 július         | Fulham              | 22,5 millió         |
| Dušan Tadić         | támadó              | 2023 július         | Fenerbahçe SK       | ingyen              |
| Jurriën Timber      | védő                | 2023 július         | Arsenal             | 40 millió *         |
| Edson Álvarez       | középpályáa         | 2023 augusztus      | West Ham United     | 38 millió *         |
| Mohamed Daramy      | támadó              | 2023 augusztus      | Stade de Reims      | 12 millió *         |
| Mohammed Kudus      | támadó              | 2023 augusztus      | West Ham United     | 43 millió *         |
| Davy Klaassen       | középpályás         | 2023 augusztus      | Internazionale      | ingyen              |
| ÖSSZESEN:           | ÖSSZESEN:           | ÖSSZESEN:           | ÖSSZESEN:           | 156,4 millió €      |

| KÖLCSÖNBE ADOTT JÁTÉKOSOK | KÖLCSÖNBE ADOTT JÁTÉKOSOK | KÖLCSÖNBE ADOTT JÁTÉKOSOK | KÖLCSÖNBE ADOTT JÁTÉKOSOK | KÖLCSÖNBE ADOTT JÁTÉKOSOK |
| Játékos neve              | Pozíció                   | Jelenlegi klub            | Kölcsönidőszak vége       |                           |
| ------------------------- | ------------------------- | ------------------------- | ------------------------- | ------------------------- |
| Youri Baas                | hátvéd                    | NEC Nijmegen              | 2024 június 30.           |                           |
| Naci Ünüvar               | támadó                    | FC Twente                 | 2024 június 30.           |                           |
| Jorge Sánchez             | hátvéd                    | FC Porto                  | 2024 június 30.           |                           |
| Kian Fitz-Jim             | középpályás               | Excelsior                 | 2024 június 30.           |                           |
| Francisco Conceição       | támadó                    | FC Porto                  | 2024 június 30.           |                           |
| Christian Rasmussen       | támadó                    | FC Nordsjælland           | 2024 június 30.           |                           |
| Owen Wijndal              | hátvéd                    | Royal Antwerp FC          | 2024 június 30.           |                           |

* Timber eladási ára bizonyos feltételek teljesítése után még 5 milliós bónusszal növekedhet
* Álvarez eladási ára bizonyos feltételek teljesítése után még 3 milliós bónusszal növekedhet
* Daramy eladási ára bizonyos feltételek teljesítése után még 5,5 milliós bónusszal növekedhet
* Kudus eladási ára bizonyos feltételek teljesítése után még 3 milliós bónusszal növekedhet

## Felkészülési mérkőzések

### Nyári felkészülés
| 2023. július 08. 13:00 |

| AFC Ajax                               | 2 – 2               | FC Den Bosch                        |
| -------------------------------------- | ------------------- | ----------------------------------- |
| Gabriel Misehouy 74' David Kalokoh 78' | (0 – 1) Jegyzőkönyv | Jaron Vicario 16' Youri Keijser 71' |

| De Toekomst , Amszterdam Nézőszám: Zártakpus mérkőzés Játékvezető: Shona Shukrula (holland) |

| 2023. július 18. 14:00 |

| AFC Ajax                                              | 3 – 0               | FK Sahtar Doneck |
| ----------------------------------------------------- | ------------------- | ---------------- |
| Mohammed Kudus 19' (11-esből) 34' Steven Bergwijn 32' | (3 – 0) Jegyzőkönyv |                  |

| De Toekomst , Amszterdam Nézőszám: 150 Játékvezető: Robin Hensgens (holland) |

| 2023. július 22. 13:30 |

| RSC Anderlecht                                                     | 3 – 0               | AFC Ajax |
| ------------------------------------------------------------------ | ------------------- | -------- |
| Kasper Dolberg 12' Olivier Aertssen 80' (öngól) Benito Raman 90+4' | (1 – 0) Jegyzőkönyv |          |

| Lotto Park , Brüsszel Nézőszám: 20.000 Játékvezető: Jasper Vergoote (belga) |

| 2023. július 25. 17:00 |

| SpVgg Unterhaching                                          | 3 – 5               | AFC Ajax |
| ----------------------------------------------------------- | ------------------- | --- |
| Simon Skarlatidis 2' Markus Schwabl 36' Josef Gottmeier 95' | (2 – 1) Jegyzőkönyv | Brian Brobbey 39' (11-esből) Kristian Hlynsson 55' Mika Godts 64' Benjamin Tahirović 71' Steven Bergwijn 73' |

| Adi-Dassler-Sportplatz , Herzogenaurach Játékvezető: Christopher Knauer (német) |

| 2023. július 29. 15:00 |

| FC Augsburg                                               | 3 – 1               | AFC Ajax                     |
| --------------------------------------------------------- | ------------------- | ---------------------------- |
| Gerónimo Rulli 42' (öngól) Sven Michel 69' 76' (11-esből) | (1 – 0) Jegyzőkönyv | Brian Brobbey 39' (11-esből) |

| WWK ARENA, Augsburg Játékvezető: Robert Hartmann (német) |

| 2023. augusztus 06. 17:00 |

| Borussia Dortmund                     | 3 – 1               | AFC Ajax         |
| ------------------------------------- | ------------------- | ---------------- |
| Julian Brandt 6' Felix Nmecha 54' 60' | (1 – 1) Jegyzőkönyv | Brian Brobbey 7' |

| Signal Iduna Park , Dortmund Nézőszám: 80.500 |

## Tétmérkőzések

### Eredivisie
| 1. forduló 2023. augusztus 12. 20:00 |

| AFC Ajax | 4 – 1               | Heracles Almelo                                                                              |
| --- | ------------------- | -------------------------------------------------------------------------------------------- |
| Jakov Medič 45+8' Mohammed Kudus 75' Steven Bergwijn 85' 90+6' (11-esből) Benjamin Tahirović 61' Devyne Rensch 74' | (1 – 1) Jegyzőkönyv | Mario Engels 45+5' 58' Justin Hoogma 10' Anas Ouahim 56' Thomas Bruns 74' Bryan Limbombe 88' |

| Johan Cruijff Arena, Amszterdam Nézőszám: 54.029 Játékvezető: Jeroen Manschot |

| 2. forduló 2023. augusztus 19. 16:30 |

| Excelsior                                   | 2 – 2               | AFC Ajax                            |
| ------------------------------------------- | ------------------- | ----------------------------------- |
| Siebe Horemans 45+1' Nikolas Agrafiotis 48' | (1 – 1) Jegyzőkönyv | Brian Brobbey 25' Davy Klaassen 72' |

| Stadion Woudestein , Rotterdam Nézőszám: 4.400 Játékvezető: Dennis Higler |

| 4. forduló 2023. szeptember 03. 14:30 |

| Fortuna Sittard                                                                | 0 – 0               | AFC Ajax                             |
| ------------------------------------------------------------------------------ | ------------------- | ------------------------------------ |
| Mitchell Dijks 65' Loreintz Rosier 90' Ragnar Oratmangoen 90+2' Tijjani Noslin | (0 – 0) Jegyzőkönyv | Gastón Ávila 36' Brian Brobbey 45+6' |

| Fortuna Sittard Stadion , Sittard Nézőszám: 12.138 Játékvezető: Sander van der Eijk |

| 5. forduló 2023. szeptember 17. 14:30 |

| FC Twente                                                      | 3 – 1               | AFC Ajax                                              |
| -------------------------------------------------------------- | ------------------- | ----------------------------------------------------- |
| Daan Rots 7' Sam Steijn 11' Naci Ünüvar 79' Michal Sadílek 75' | (2 – 1) Jegyzőkönyv | Brian Brobbey 35' Steven Bergwijn 13' Jorrel Hato 82' |

| De Grolsch Veste , Enschede Nézőszám: 30.000 Játékvezető: Danny Makkelie |

| 6. forduló 2023. szeptember 27. 14:00 A mérkőzést szeptember 24-én kezdték el de szurkolói rendzavarások miatt leállították és 27-én fejezték be nézők nélkül |

| AFC Ajax                                             | 0 – 4               | Feyenoord                                                                 |
| ---------------------------------------------------- | ------------------- | ------------------------------------------------------------------------- |
| Kenneth Taylor 41' Silvano Vos 66' Brian Brobbey 80' | (0 – 3) Jegyzőkönyv | Santiago Giménez 9' 18' 59' 45+7' Igor Paixão 37' Timon Wellenreuther 42' |

| Johan Cruijff Arena, Amszterdam Nézőszám: 54.000 Folytatás: Zártkapus mérkőzés Játékvezető: Serdar Gözübüyük |

| 7. forduló 2023. szeptember 30. 21:00 A mérkőzést megszakították és december 6-án fogják befejezni |

| RKC Waalwijk | –   | AFC Ajax |
| ------------ | --- | -------- |
|              | (–) |          |

| Mandemakers Stadion , Waalwijk Játékvezető: [[ ]] |

| 8. forduló 2023. október 08. 14:30 |

| AFC Ajax | –   | AZ Alkmaar |
| -------- | --- | ---------- |
|          | (–) |            |

| Johan Cruijff Arena, Amszterdam Játékvezető: [[ ]] |

| 9. forduló 2023. október 22. 12:15 |

| FC Utrecht | –   | AFC Ajax |
| ---------- | --- | -------- |
|            | (–) |          |

| Stadion Galgenwaard , Utrecht Játékvezető: [[ ]] |

| 10. forduló 2023. október 29. 14:30 |

| PSV Eindhoven | –   | AFC Ajax |
| ------------- | --- | -------- |
|               | (–) |          |

| Philips Stadion , Eindhoven Játékvezető: [[ ]] |

| 3. forduló 2023. november 02. Elhalasztott mérkőzés 21:00 |

| AFC Ajax | –   | FC Volendam |
| -------- | --- | ----------- |
|          | (–) |             |

| Johan Cruijff Arena, Amszterdam Játékvezető: [[ ]] |

| 11. forduló 2023. november 04. 16:30 |

| AFC Ajax | –   | SC Heerenveen |
| -------- | --- | ------------- |
|          | (–) |               |

| Johan Cruijff Arena, Amszterdam Játékvezető: [[ ]] |

| 12. forduló 2023. november 12. 14:30 |

| Almere City FC | –   | AFC Ajax |
| -------------- | --- | -------- |
|                | (–) |          |

| Yanmar Stadion , Almere Játékvezető: [[ ]] |

| 13. forduló 2023. november 25. 21:00 |

| AFC Ajax | –   | Vitesse Arnhem |
| -------- | --- | -------------- |
|          | (–) |                |

| Johan Cruijff Arena, Amszterdam Játékvezető: [[ ]] |

| 14. forduló 2023. december 03. 14:30 |

| NEC Nijmegen | –   | AFC Ajax |
| ------------ | --- | -------- |
|              | (–) |          |

| Stadion de Goffert , Nijmegen Játékvezető: [[ ]] |

| 15. forduló 2023. december 10. 14:30 |

| AFC Ajax | –   | Sparta Rotterdam |
| -------- | --- | ---------------- |
|          | (–) |                  |

| Johan Cruijff Arena, Amszterdam Játékvezető: [[ ]] |

| 16. forduló 2023. december 17. 16:45 |

| AFC Ajax | –   | PEC Zwolle |
| -------- | --- | ---------- |
|          | (–) |            |

| Johan Cruijff Arena, Amszterdam Játékvezető: [[ ]] |

| 17. forduló 2024. január 14. 14:30 |

| Go Ahead Eagles | –   | AFC Ajax |
| --------------- | --- | -------- |
|                 | (–) |          |

| De Adelaarshorst , Deventer Játékvezető: [[ ]] |

| 18. forduló 2024. január 21. 16:45 |

| AFC Ajax | –   | RKC Waalwijk |
| -------- | --- | ------------ |
|          | (–) |              |

| Johan Cruijff Arena, Amszterdam Játékvezető: [[ ]] |

| 19. forduló 2024. január 27. 21:00 |

| Heracles Almelo | –   | AFC Ajax |
| --------------- | --- | -------- |
|                 | (–) |          |

| Polman Stadion , Almelo Játékvezető: [[ ]] |

| 20. forduló 2024. február 03. 20:00 |

| AFC Ajax | –   | PSV Eindhoven |
| -------- | --- | ------------- |
|          | (–) |               |

| Johan Cruijff Arena, Amszterdam Játékvezető: [[ ]] |

| 21. forduló 2024. február 10. ??:?? |

| SC Heerenveen | –   | AFC Ajax |
| ------------- | --- | -------- |
|               | (–) |          |

| Abe Lenstra Stadion , Heerenveen Játékvezető: [[ ]] |

| 22. forduló 2024. február 17. ??:?? |

| AFC Ajax | –   | NEC Nijmegen |
| -------- | --- | ------------ |
|          | (–) |              |

| Johan Cruijff Arena, Amszterdam Játékvezető: [[ ]] |

| 23. forduló 2024. február 24. ??:?? |

| AZ Alkmaar | –   | AFC Ajax |
| ---------- | --- | -------- |
|            | (–) |          |

| AFAS Stadion , Alkmaar Játékvezető: [[ ]] |

| 24. forduló 2024. március 02. ??:?? |

| AFC Ajax | –   | FC Utrecht |
| -------- | --- | ---------- |
|          | (–) |            |

| Johan Cruijff Arena, Amszterdam Játékvezető: [[ ]] |

| 25. forduló 2024. március 09. ??:?? |

| AFC Ajax | –   | Fortuna Sittard |
| -------- | --- | --------------- |
|          | (–) |                 |

| Johan Cruijff Arena, Amszterdam Játékvezető: [[ ]] |

| 26. forduló 2024. március 16. ??:?? |

| Sparta Rotterdam | –   | AFC Ajax |
| ---------------- | --- | -------- |
|                  | (–) |          |

| Het Kasteel , Rotterdam Játékvezető: [[ ]] |

| 27. forduló 2024. március 30. ??:?? |

| PEC Zwolle | –   | AFC Ajax |
| ---------- | --- | -------- |
|            | (–) |          |

| Ijsseldelta Stadion , Zwolle Játékvezető: [[ ]] |

| 28. forduló 2024. április 02. ??:?? |

| AFC Ajax | –   | Go Ahead Eagles |
| -------- | --- | --------------- |
|          | (–) |                 |

| Johan Cruijff Arena, Amszterdam Játékvezető: [[ ]] |

| 29. forduló 2024. április 06. ??:?? |

| Feyenoord | –   | AFC Ajax |
| --------- | --- | -------- |
|           | (–) |          |

| De Kuip , Rotterdam Játékvezető: [[ ]] |

| 30. forduló 2024. április 13. ??:?? |

| AFC Ajax | –   | FC Twente |
| -------- | --- | --------- |
|          | (–) |           |

| Johan Cruijff Arena, Amszterdam Játékvezető: [[ ]] |

| 31. forduló 2024. április 27. ??:?? |

| AFC Ajax | –   | Excelsior |
| -------- | --- | --------- |
|          | (–) |           |

| Johan Cruijff Arena, Amszterdam Játékvezető: [[ ]] |

| 32. forduló 2024. május 04. ??:?? |

| FC Volendam | –   | AFC Ajax |
| ----------- | --- | -------- |
|             | (–) |          |

| Kras Stadion , Volendam Játékvezető: [[ ]] |

| 33. forduló 2024. május 12. ??:?? |

| AFC Ajax | –   | Almere City FC |
| -------- | --- | -------------- |
|          | (–) |                |

| Johan Cruijff Arena, Amszterdam Játékvezető: [[ ]] |

| 34. forduló 2024. május 19. ??:?? |

| Vitesse Arnhem | –   | AFC Ajax |
| -------------- | --- | -------- |
|                | (–) |          |

| GelreDome , Arnhem Játékvezető: [[ ]] |

#### Bajnoki statisztika
A sárga színnel írt fordulóban el lett halasztva az Ajax mérkőzése és később rendezték meg.
| Fordulók                  | 1  | 2  | 4 | 5 | 6 | 7 | 8 | 9 | 10 | 3 | 11 | 12 | 13 | 14 | 15 | 16 | 17 | 18 | 19 | 20 | 21 | 22 | 23 | 24 | 25 | 26 | 27 | 28 | 29 | 30 | 31 | 32 | 33 | 34 | Összesen |
| ------------------------- | -- | -- | - | - | - | - | - | - | -- | - | -- | -- | -- | -- | -- | -- | -- | -- | -- | -- | -- | -- | -- | -- | -- | -- | -- | -- | -- | -- | -- | -- | -- | -- | -------- |
| Mérkőzésen elért eredmény | GY | D  | D | V | V |   |   |   |    |   |    |    |    |    |    |    |    |    |    |    |    |    |    |    |    |    |    |    |    |    |    |    |    |    |          |
| Összpontszám növekedése   | 3  | 4  | 5 | 5 | 5 |   |   |   |    |   |    |    |    |    |    |    |    |    |    |    |    |    |    |    |    |    |    |    |    |    |    |    |    |    |          |
| Helyezés a tabellán       | 2. | 5. |   |   |   |   |   |   |    |   |    |    |    |    |    |    |    |    |    |    |    |    |    |    |    |    |    |    |    |    |    |    |    |    |          |
| Lőtt gólok fordulónként   | 4  | 2  | 0 | 1 | 0 |   |   |   |    |   |    |    |    |    |    |    |    |    |    |    |    |    |    |    |    |    |    |    |    |    |    |    |    |    |          |
| Kapott gólok fordulónként | 1  | 2  | 0 | 3 | 4 |   |   |   |    |   |    |    |    |    |    |    |    |    |    |    |    |    |    |    |    |    |    |    |    |    |    |    |    |    |          |
| Sárga lapok fordulónként  | 2  | 0  | 2 | 1 | 3 |   |   |   |    |   |    |    |    |    |    |    |    |    |    |    |    |    |    |    |    |    |    |    |    |    |    |    |    |    |          |
| Piros lapok fordulónként  | 0  | 0  | 0 | 0 | 0 |   |   |   |    |   |    |    |    |    |    |    |    |    |    |    |    |    |    |    |    |    |    |    |    |    |    |    |    |    |          |

### Európa Liga

#### Play off
| 2023. augusztus 24. 21:00 |

| PFK Ludogorec Razgrad         | 1 – 4               | AFC Ajax                                                     |
| ----------------------------- | ------------------- | ------------------------------------------------------------ |
| Olivier Verdon 70' (11-esből) | (0 – 3) Jegyzőkönyv | Mohammed Kudus 16' 18' 50' Brian Brobbey 40' Jakov Medič 81' |

| Ludogorec Aréna, Razgrad Nézőszám: 9.880 Játékvezető: Marco Di Bello (olasz) |

| 2023. augusztus 31. 20:00 |

| AFC Ajax                                                   | 0 – 1               | PFK Ludogorec Razgrad                                      |
| ---------------------------------------------------------- | ------------------- | ---------------------------------------------------------- |
| Steven Bergwijn 45' Kenneth Taylor 56' Steven Berghuis 74' | (0 – 0) Jegyzőkönyv | Matías Tissera 62' Marcel Heister 55' Claude Gonçalves 71' |

| Johan Cruijff Arena, Amszterdam Nézőszám: 50.900 Játékvezető: Ivan Kružliak (szlovák) |

#### Csoportkör
| 2023. szeptember 21. 21:00 |

| AFC Ajax                                                                                            | 3 – 3               | Olympique de Marseille                                                   |
| --------------------------------------------------------------------------------------------------- | ------------------- | ------------------------------------------------------------------------ |
| Carlos Forbs Borges 9' Steven Berghuis 20' 22' Kenneth Taylor 52' Silvano Vos 55' Silvano Vos 90+1′ | (2 – 2) Jegyzőkönyv | Jonathan Clauss 23' Pierre-Emerick Aubameyang 38' 78' Samuel Gigot 90+7' |

| Johan Cruijff Arena, Amszterdam Nézőszám: 53.000 Játékvezető: Maurizio Mariani (olasz) |

| 2023. október 5. 18:45 |

| AEK Athen | –   | AFC Ajax |
| --------- | --- | -------- |
|           | (–) |          |

| Ajía Szofía Stadion, Athén Játékvezető: [[ ]] |

| 2023. október 26. 21:00 |

| Brighton & Hove Albion FC | –   | AFC Ajax |
| ------------------------- | --- | -------- |
|                           | (–) |          |

| Withdean Stadium, Brighton and Hove Játékvezető: [[ ]] |

| 2023. november 9. 18:45 |

| AFC Ajax | –   | Brighton & Hove Albion FC |
| -------- | --- | ------------------------- |
|          | (–) |                           |

| Johan Cruijff Arena, Amszterdam Játékvezető: [[ ]] |

| 2023. november 30. 21:00 |

| Olympique de Marseille | –   | AFC Ajax |
| ---------------------- | --- | -------- |
|                        | (–) |          |

| Stade Vélodrome, Marseille Játékvezető: [[ ]] |

| 2023. december 14. 21:00 |

| AFC Ajax | –   | AEK Athen |
| -------- | --- | --------- |
|          | (–) |           |

| Johan Cruijff Arena, Amszterdam Játékvezető: [[ ]] |

##### A-csoport eredménye
| Hely. | Csapat                 | M | Gy | D | V | G+ | G– | Gk | P | Továbbjutás vagy kiesés   |
| ----- | ---------------------- | - | -- | - | - | -- | -- | -- | - | ------------------------- |
| 1.    | AEK Athen              | 1 | 1  | 0 | 0 | 3  | 2  | +1 | 3 | EL-nyolcaddöntő           |
| 2.    | AFC Ajax               | 1 | 0  | 1 | 0 | 3  | 3  | 0  | 1 | EL-nyolcaddöntő play off  |
| 3.    | Olympique de Marseille | 1 | 0  | 1 | 0 | 3  | 3  | 0  | 1 | KFL-nyolcaddöntő play off |
| 4.    | Brighton & Hove Albion | 1 | 0  | 0 | 1 | 2  | 3  | −1 | 0 |                           |

Azonos pontszám esetén az egymás elleni mérkőzések alapján dől el a sorrend

## Mérkőzés statisztika
Utolsó változtatás: 2023. szeptember 27.
Minden mérkőzés a rendes játékidőben elért eredmények alapján van besorolva, de a hosszabbításban lőtt gólok is be vannak írva. Idén csupán a kupadöntőben játszott olyan mérkőzést az Ajax melyen hosszabbítás volt. 
| Tipus           | Mérkőzés | Győzelem | Döntetlen | Vereség | Lőtt gólok | Kapott gólok | Gólkülönbség |
| --------------- | -------- | -------- | --------- | ------- | ---------- | ------------ | ------------ |
| Eredivisie      | 5        | 1        | 2         | 2       | 7          | 10           | -3           |
| Holland – kupa  | 0        | 0        | 0         | 0       | 0          | 0            | 0            |
| EL – selejtező  | 2        | 1        | 0         | 1       | 4          | 2            | +2           |
| EL – csoportkör | 1        | 0        | 1         | 0       | 3          | 3            | 0            |
| ÖSSZESEN        | 8        | 2        | 3         | 3       | 14         | 15           | -1           |

## Hazai nézőszámok
Utolsó változtatás: 2023. szeptember 27.
Íme az idei szezonban lejátszott összes hazai mérkőzésre kilátogató nézők száma. 
| Tipus           | Mérkőzések | Zártkapus | Összes néző | Átlag nézőszám |
| --------------- | ---------- | --------- | ----------- | -------------- |
| Eredivisie      | 2          | 0         | 108.029     | 54.015         |
| Holland – kupa  | 0          | 0         | 00.000      | 00.000         |
| EL – selejtező  | 1          | 0         | 50.900      | 50.900         |
| EL – csoportkör | 1          | 0         | 53.000      | 53.000         |
| ÖSSZESEN        | 4          | 0         | 211.929     | 52.982         |

## Játékos statisztikák

### Góllövőlista
Utolsó változtatás: 2023. szeptember 27. 
Íme a csapat teljes góllövőlistája az idei szezonban lejátszott tétmérkőzések alapján. 
A dőlt betűvel írt játékosok szezon közben eligazoltak vagy kölcsönbe mentek. 
| No. | Játékos             | Bajnokság | Kupa | Európa Liga | ÖSSZESEN |
| --- | ------------------- | --------- | ---- | ----------- | -------- |
| 01. | Mohammed Kudus      | 1         | 0    | 3           | 4        |
| 02. | Brian Brobbey       | 2         | 0    | 1           | 3        |
| 03. | Steven Bergwijn     | 2         | 0    | 0           | 2        |
| 04. | Davy Klaassen       | 1         | 0    | 0           | 1        |
| -   | Jakov Medič         | 1         | 0    | 0           | 1        |
| -   | Carlos Forbs Borges | 0         | 0    | 1           | 1        |
| -   | Steven Berghuis     | 0         | 0    | 1           | 1        |
| -   | Kenneth Taylor      | 0         | 0    | 1           | 1        |

### Kanadai ponttáblázat
Utolsó változtatás: 2023. szeptember 27. 
Íme az Ajax játékosainak elért teljesítménye a kanadai ponttáblázat alapján. Ezen táblázatban azokat a játékosokat (jelenlegi vagy volt játékosokat) lehet látni, akik legalább egy pontot (gólt vagy gólpasszt) szereztek tétmérkőzésen.
A rangsor a pontszám alapján állt össze. Azonos pontszám alapján az van előnyben aki a legtöbb gólt szerezte.
A dőlt betűvel írt játékosok szezon közben eligazoltak vagy kölcsönbe mentek.
| No. | Játékos             | Bajnokság | Bajnokság | Kupa | Kupa     | Európa Liga | Európa Liga | PONTSZÁM (G+Gp) | Mérk. sz. |
| No. | Játékos             | Gól       | Gólpassz  | Gól  | Gólpassz | Gól         | Gólpassz    | PONTSZÁM (G+Gp) | Mérk. sz. |
| --- | ------------------- | --------- | --------- | ---- | -------- | ----------- | ----------- | --------------- | --------- |
| 01. | Mohammed Kudus      | 1         | 1         | 0    | 0        | 3           | 0           | 5 (4+1)         | 3         |
| 02. | Brian Brobbey       | 2         | 0         | 0    | 0        | 1           | 0           | 3 (3+0)         | 8         |
| 03. | Steven Bergwijn     | 2         | 0         | 0    | 0        | 0           | 1           | 3 (2+1)         | 6         |
| 04. | Carlos Forbs Borges | 0         | 1         | 0    | 0        | 1           | 1           | 3 (1+2)         | 8         |
| 05. | Kenneth Taylor      | 0         | 0         | 0    | 0        | 1           | 1           | 2 (1+1)         | 8         |
| 06. | Borna Sosa          | 0         | 1         | 0    | 0        | 0           | 1           | 2 (0+1)         | 3         |
| 07. | Davy Klaassen       | 1         | 0         | 0    | 0        | 0           | 0           | 1 (1+0)         | 3         |
| -   | Jakov Medič         | 1         | 0         | 0    | 0        | 0           | 0           | 1 (1+0)         | 5         |
| -   | Steven Berghuis     | 0         | 0         | 0    | 0        | 1           | 0           | 1 (1+0)         | 5         |
| 10. | Benjamin Tahirović  | 0         | 1         | 0    | 0        | 0           | 0           | 1 (0+1)         | 7         |
| -   | Anass Salah-Eddine  | 0         | 1         | 0    | 0        | 0           | 0           | 1 (0+1)         | 5         |
| -   | Jorrel Hato         | 0         | 1         | 0    | 0        | 0           | 0           | 1 (0+1)         | 8         |
| -   | Devyne Rensch       | 0         | 0         | 0    | 0        | 0           | 1           | 1 (0+1)         | 7         |
| -   | Owen Wijndal        | 0         | 0         | 0    | 0        | 0           | 1           | 1 (0+1)         | 3         |

### Lapok
Utolsó változtatás: 2023. szeptember 27. 
Minden egyes lap be van írva amit Ajax-játékos kapott az idei szezonban.
A bajnokságban idén is eltiltás jár 5 sárga lap után. 
Steven Berghuis három mérkőzésre szóló eltiltást hozott magával. Egyet mivel a tavalyi szezon utolsó fordulójában kapta meg az 5. sárga lapját és még két mérkőzésre szólót szurkoló bántalmazásáért amit szintén a tavalyi szezon utolsó fordulója után követett el. Így idén az 1. tétmérkőzésen nem játszhat.
A szövetség szabályai szerint ha egy játékos egy mérkőzésen 2 sárga lap után kap pirosat, akkor a piros lap törli a két sárgát és egyik sem növeli a játékos sárga lapjainak számát. Az ilyen esetekben itt sincsenek beírva a sárga lapok a játékosokhoz, csupán a piros.
A dőlt betűvel írt játékosok szezon közben eligazoltak vagy kölcsönbe mentek.
| 01.      | Steven Bergwijn    | 2  | 1 | 0 | 1 |
| -        | Steven Berghuis    | 2  | 0 | 0 | 2 |
| -        | Kenneth Taylor     | 2  | 1 | 0 | 1 |
| -        | Brian Brobbey      | 2  | 2 | 0 | 0 |
| 05.      | Davy Klaassen      | 1  | 1 | 0 | 0 |
| -        | Benjamin Tahirović | 1  | 1 | 0 | 0 |
| -        | Jakov Medić        | 1  | 0 | 0 | 1 |
| -        | Gastón Ávila       | 1  | 1 | 0 | 0 |
| -        | Jorrel Hato        | 1  | 1 | 0 | 0 |
| -        | Silvano Vos        | 1  | 1 | 0 | 0 |
| ÖSSZESEN | ÖSSZESEN           | 14 | 9 | 0 | 5 |

| 01.      | Silvano Vos | 1 | 0 | 0 | 1 |
| -        |             | 0 | 0 | 0 | 0 |
| ÖSSZESEN | ÖSSZESEN    | 1 | 0 | 0 | 1 |

### Egy tétmérkőzésen legtöbb gólt szerző játékosok
A következő táblázatban a csapat azon játékosai szerepelnek akik az idei szezonban a legtöbb gólt – legalább hármat – szerezték egy tétmérkőzésen.
| #  | Játékos        | Gólok | Dátum               | Mérkőzés típusa | Végeredmény          |
| -- | -------------- | ----- | ------------------- | --------------- | -------------------- |
| 1. | Mohammed Kudus | 3     | 2023. augusztus 24. | EL-play off     | Ludogorec – Ajax 1:4 |

### Büntetők
A következő táblázat a csapat idei büntetőit mutatja meg, amiket tétmérkőzéseken lőttek. A büntetők sorrendje a dátum szerint van megadva.
| #  | Játékos         | Büntető | Dátum               | Mérkőzés tipusa | Végeredmény         |
| -- | --------------- | ------- | ------------------- | --------------- | ------------------- |
| 1. | Steven Bergwijn | GÓL     | 2023. augusztus 12. | Eredivisie      | Ajax – Heracles 4:1 |

### Kapusok – Clean Sheet
Utolsó változtatás: 2023. szeptember 27.
A következő táblázatban azt olvashatjuk, hogy az Ajax melyik kapusának volt idén a legtöbb olyan mérkőzése melyen nem kapott gólt, vagyis másnéven Clean Sheet-je. 
Minden kapusnál csak azok a mérkőzések vannak beleszámítva, melyeken végig a pályán volt. 
| No. | Kapus      | Bajnokság | Bajnokság | Kupa  | Kupa | Európa Liga | Európa Liga | CLEAN SHEET | Mérk. sz. | Arány |
| No. | Kapus      | Mérk.     | C.S.      | Mérk. | C.S. | Mérk.       | C.S.        | CLEAN SHEET | Mérk. sz. | Arány |
| --- | ---------- | --------- | --------- | ----- | ---- | ----------- | ----------- | ----------- | --------- | ----- |
| 01. | Jay Gorter | 4         | 1         | 0     | 0    | 3           | 0           | 1           | 7         | 13,3% |

## Érdekességek, rekordok, jubileumok
- AZ ELSŐ HORVÁT GÓLSZERZŐ !!! Az Ajax a nyáron leigazolta a horvát védőt, Jakov Medičet. A bajnokság első fordulójában debütált kezdőként és gólt is szerzett, így ő lett a csapat történetének első horvát játékosa aki gólt szerzett tétmérkőzésen.
- 10 ÉV UTÁN AZ ELSŐ !!! Jakov Medič az első bajnoki mérkőzésén góllal debütált, így 10 év után ő lett az Ajax első hátvédje aki góllal debütált az bajnokságban. Utoljára Jairo Riedewaldnak sikerült ez, ő még 2013 decemberében játszotta le első bajnoki mérkőzését amin azonnal 2 gólt is szerzett.
- 59 ÉV UTÁN A LEGGYENGÉBB KEZDÉS !!! A bajnokság első 4 mérkőzésén az Ajax csupán 5 pontot szerzett. Ez volt a csapat legrosszabb kezdése az 1964/65-ös szezon óta, akkor a mai pontrendszert alapul véve csupán 4 pontot szereztek. A profi érában (1956/57-szezontól) pedig a harmadik leggyengébb kezdés volt. Az 1958/59-es szezonban kezdtek szintén úgy mint most, de akkor a gólkülönbségük rosszabb, csupán -1 volt négy mérkőzés után.
- A bajnokság 5. fordulójában az FC Twente ellen már 11 perc után 2:0-ás hátrányban volt az Ajax. A bajnokságban ilyen utoljára 2008. október 5-én fordult elő, akkor az SC Heerenveen szerzett 2 gólt ellenük 11 percen belül.
- A bajnokság 5. fordulójában Brian Brobbey megszerezte 25. bajnoki gólját is az Ajax játékosaként. A mérkőzés napján 21 éves és 228 napos volt, ezzel Wesley Sneijder (2008) óta ő a legfiatalabb Ajax játékos aki elérte a 25 gólt a bajnokságban.
- A bajnokság 6. fordulójában a holland hátvéd, Devyne Rensch lejátszotta 100. tétmérkőzését az Ajax csapatában. Ő lett a csapat 176. századosa és köztük a 132. holland. Bár a mérkőzést félbeszakították és december 6-án fejezik be, de a játékos kezdőként lépett pályára és így már szeptember 30-án vált századossá.

### Nemzetközi kupák
- Az Európa Liga rájátszásában, augusztus 24-én a bolgár Ludogorec otthonában az Ajax kezdőcsapatában kapott helyet a holland védő, Jorrel Hato is. A mérkőzés napján 17 éves és 170 napos volt, így ő lett az Ajax történetének második legfiatalabb játékosa aki nemzetközi mérkőzésen a kezdőcsapatban kapott helyet. Csupán Matthijs de Ligt előzi őt meg aki 17 évesen és 104 naposan került be a kezdőbe.

### Elhalasztott mérkőzések
- A bajnokság 3. fordulójában a nemzetközi kupák miatt elhalasztották az AFC Ajax – FC Volendam mérkőzést. Új időpont november 2-án lesz.

### Megszakított mérkőzések
- Szeptember 24-én került sor a De Klassieker idei első mérkőzésére, a rangadóra az AFC Ajax és a Feyenoord között. A mérkőzést Amszterdamban játszották le szokás szerint vendégszurkolók nélkül. Már az első félidőben megszakították mivel az Ajax szurkolók pirotechnikai eszközöket dobáltak a pályára, de pár perc után folytatták. Aztán a második félidőben, amikor már a Feyenoord 0:3-ra vezetett szintén megtörtént ez, így a szabályok alapján a bíró az 55. percben végleg lefújta a mérkőzést. Ezek után randalírozás tört ki és a szurkolók elkezdtek a stadionban is rongálni mindent amit tudtak, ezzel is kifejezve elégedetlenségüket a csapat gyenge teljesítményével szemben. A holland labdarúgó szövetség végül úgy döntött, hogy szeptember 27-én fejezik be a mérkőzést zárt kapuk mögött, a mérkőzést végül a Feyenord 0:4 arányban nyerte meg.